# Parafia Narodzenia Najświętszej Maryi Panny w Króliku Polskim
Parafia Narodzenia Najświętszej Maryi Panny w Króliku Polskim − parafia rzymskokatolicka znajdująca się w archidiecezji przemyskiej w dekanacie Rymanów.

## Historia
W 1389 roku wójt Jaślisk, Jan Hanselin założył wieś Johanowa, którą później nazwano Królikowa. W 1434 roku król Władysław Jagieło włączył wieś do uposażenia biskupstwa przemyskiego. W 1460 roku istniała już parafia. W XVI wieku osadnicy wołoscy założyli nową wieś Królikową Nową na prawie wołoskim. W XVII wieku zmieniono nazwy wsi na Królik Polski i Królik Wołoski.
W 1624 roku Tatarzy częściowo zniszczyli drewniany kościół, który w 1647 roku odbudowano i dobudowano murowaną zakrystię. Na jego miejscu, przy murowanej zakrystii, w latach 1751–1756 zbudowano obecny drewniany kościół, z fundacji bpa Wacława Hieronima Sierakowskiego, który w 1756 roku go konsekrował. W 1957 roku kościół częściowo odnowiono.
W latach 1999–2005 zbudowano nowy murowany kościół. W latach 2018–2019 stary zabytkowy kościół wyremontowano.
Na terenie parafii jest 1003 wiernych (w tym: Królik Polski – 706, Bałucianka – 123, Szklary – 163, Wisłoczek – 11).
Proboszczowie parafii
 ?–1947. ks. Jan Rola.
1947–?. ks. Bronisław Szczupak.
1956–?. ks. Wojciech Grębowski.
1959–1984. ks. Franciszek Baran.
1984–1992. ks. Kazimierz Pacyniak.
2001–2019. ks. kan. Wiesław Słotwiński.
2019–nadal ks. Wojciech Bolanowski.

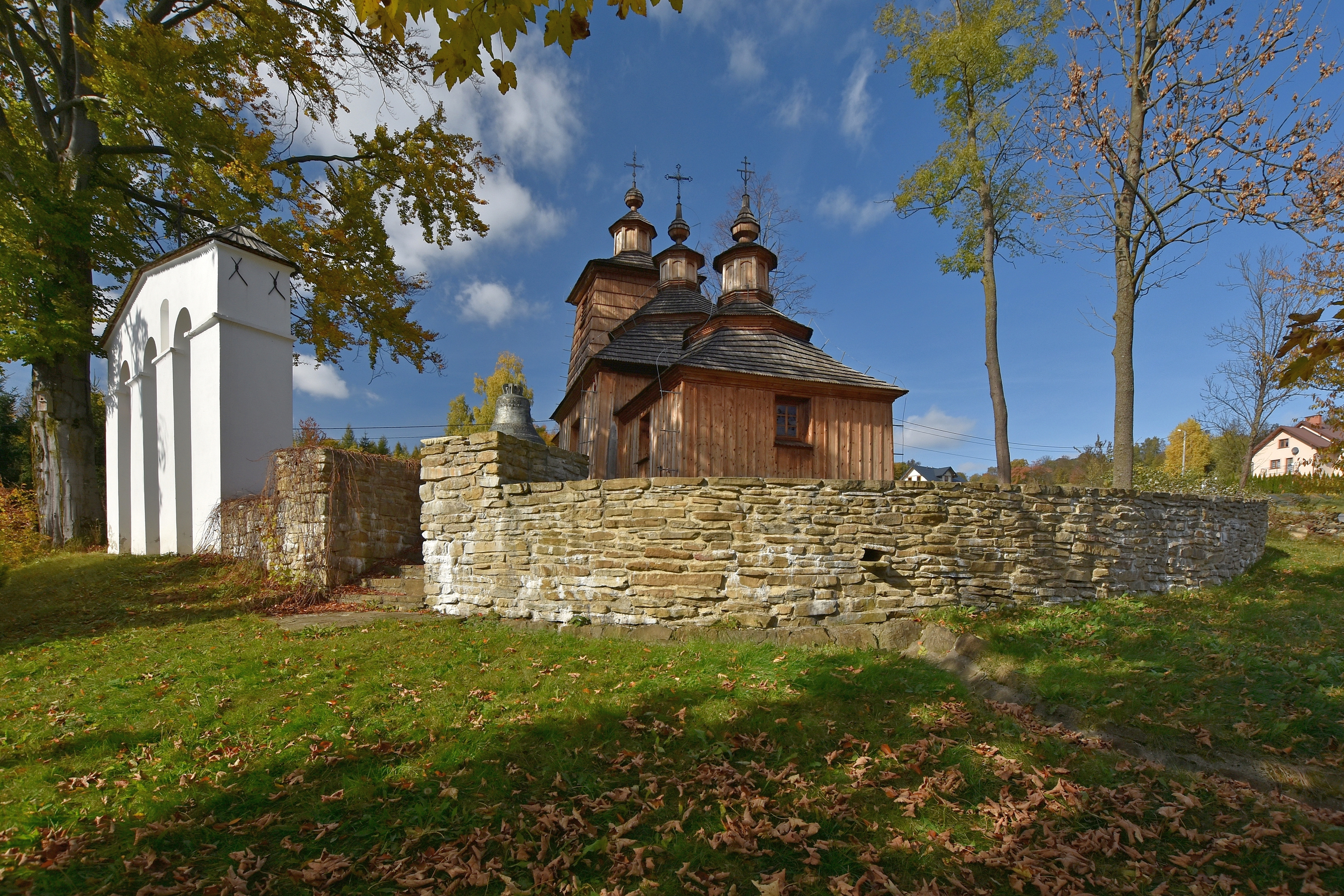
Zabytkowa cerkiew w Bałuciance
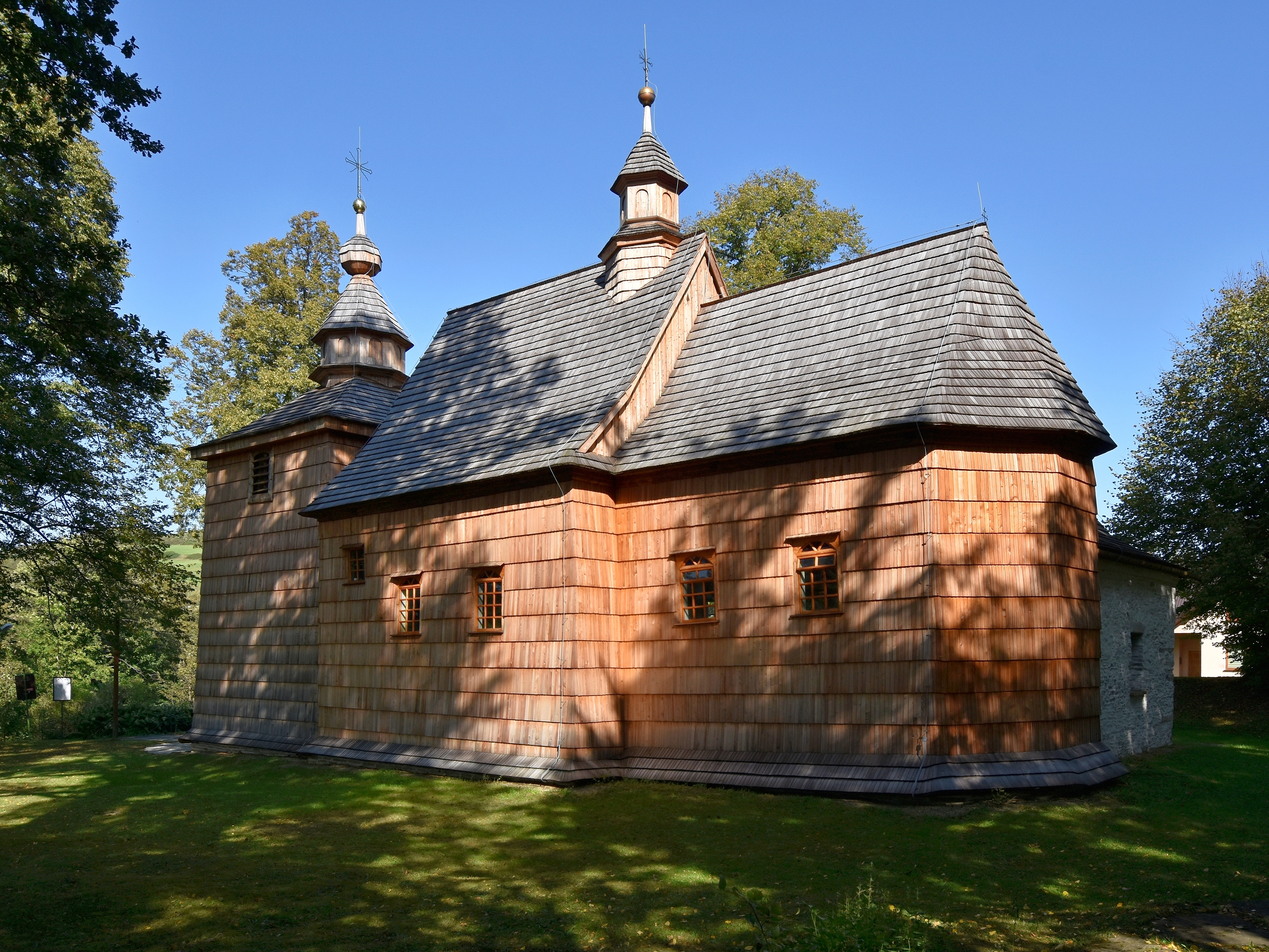
Stary zabytkowy kościół w Króliku Polskim